# Ричардс О’Хара, Кейт

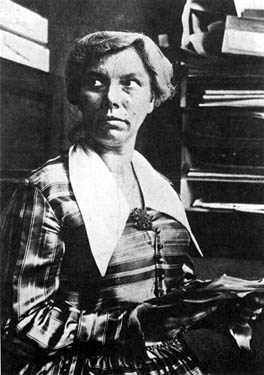
Кейт Ричардс О’Хара, около 1913 г.

Кэрри Кэтрин «Кейт» Ричардс О’Хара (англ. Carrie Katherine "Kate" Richards O'Hare; 26 марта 1876 — 10 января 1948) — активистка Социалистической партии Америки в Оклахоме, Канзасе и Калифорнии, редактор и оратор. За антивоенную агитацию подвергнута тюремному заключению во время Первой мировой войны.

## Биография

### Ранние годы
Кэрри Кэтрин Ричардс родилась 26 марта 1876 года в округе Оттава, штат Канзас. Её отец, Эндрю Ричардс (ок. 1846—1916), был сыном рабовладельцев, но возненавидел институт рабства и добровольцем вступил в армию Союза в качестве горниста и барабанщика в начале Гражданской войны в США в 1861 году. После войны он женился на своей возлюбленной детства Люси и переехал на западную границу Канзаса, где они с женой воспитывали пятерых детей, включая Кейт, в духе социализма с раннего возраста.
О’Хара училась в Академии города Пони-Сити, штат Небраска, окончив её в 1894 году. О’Хара некоторое время работала учительницей в Небраске, а затем стала секретарём и в итоге совладелицей автомастерской своего отца в Канзас-Сити. Там она вступила в Международную ассоциацию машиностроителей и включилась в социалистическое движение. В 1901 году она перебралась в Джирард, штат Канзас, чтобы поступить в Международную школу социальной экономики, где познакомилась со своим будущим мужем Фрэнком П. О’Харой. Пара поженилась в 1902 году и переехала в Чандлер, штат Оклахома. Попав в Оклахому, О’Хара начала организовывать женщин в Социалистическую партию Оклахомы. В 1907 году она была выдвинута партией на пост комиссара по делам благотворительности и исправительных учреждений Оклахомы. Она набрала 4 %, а победила Кейт Барнард от Демократической партии. В 1909 году О’Хары вернулись в Канзас-Сити.

### Политическая деятельность
В 1910 году она безуспешно баллотировалась в Конгресс США в Канзасе от Социалистической партии.
На страницах социалистического журнала National Rip-Saw, издававшегося в Сент-Луисе в 1910-х годах, О’Хара отстаивала реформы в пользу рабочего класса и ездила по стране в качестве оратора. В 1916 году Социалистическая партия Миссури выдвинула своим кандидатом в Сенат США О’Хару, возглавившую социалистический список в штате.
После вступления Америки в Первую мировую войну в 1917 году О’Хара возглавила Комитет Социалистической партии по войне и милитаризму. За антивоенную речь в Боумэне (Северная Дакота) О’Хара был осуждена федеральными властями и брошена в тюрьму за нарушение Закона о шпионаже 1917 года, криминализировавшего антивоенные выступления как вмешательство в процесс набора и вербовки военнослужащих. Поскольку в то время не существовало федеральных исправительных учреждений для женщин, в 1919 году её доставили в тюрьму штата Миссури, где приговорили к пяти годам лишения свободы, но под давлением общенациональной кампании за её освобождению она была помилована президентом Калвином Кулиджем. В тюрьме О’Хара познакомился с анархистками Эммой Голдман и Габриэллой Сегатой Антолини и сотрудничала с ними в борьбе за улучшением условий содержания в тюрьмах.
После её освобождения и окончания войны поддержка движения за амнистию пошла на убыль. В апреле 1922 года, чтобы освободить оставшихся политических заключённых Америки, она возглавила «Крестовый поход детей» — марш по стране, призванный побудить президента Гардинга освободить остальных осуждённых по тому же закону 1917 года, что и она. При поддержке недавно созданного Американского союза защиты гражданских свобод (ACLU) женщины и дети простояли у ворот Белого дома почти два месяца, добившись встречи с президентом, который в конечном итоге освободил многих узников совести.
В отличие от лидера Социалистической партии Юджина Виктора Дебса и других видных социалистов того времени, считавших, что афроамериканцы равны белым, и выступавших за расовое равенство, О’Хара проявляла расовые предрассудки, высказывая обеспокоенность тем, что афроамериканские мужчины работают в тесном контакте с белыми американками. При этом она была против дискриминации евреев (и иногда принимала участие в праздновании еврейских праздников со своими друзьями) и сочувствовала тяжёлому положению коренных американцев, которых было особенно много в Оклахоме, хотя и считала, что их социокультурная эволюция проходила слишком медленно для благосостояния в США.

### Поздние годы
Кейт О’Хара развелась с Фрэнком О’Хара в июне 1928 года и в ноябре того же года вышла замуж за инженера и бизнесмена Чарльза С. Каннингема в Калифорнии. Несмотря на её постоянное участие в политике, известность О’Хары постепенно сошла на нет. Она участвовала в радикальной предвыборной кампании Эптона Синклера на губернаторских выборах в Калифорнии в 1934 году и недолгое время была в штате политика Прогрессивной партии Висконсина Томаса Р. Эмли в 1937—1938 годах. Получив признание как сторонница реформы пенитенциарной системы, в 1939—1940 годах она занимала должность помощника директора Калифорнийского департамента пенологии.
О’Хара умер в Бенисии, Калифорния, 10 января 1948 года.

## Работы
- Americanism and Bolshevism. St. Louis, MO: F. P. O’Hare, 1919.
- «How I Became a Socialist Agitator,» Socialist Woman [Girard, KS], October 1908, pp. 4-5.
- In Prison. New York: A.A. Knopf, 1923. (Internet Archive, )
- «Nigger» Equality. St. Louis, MO: National Rip-Saw, 1912.
- Socialism and the World War. St. Louis, MO: F. P. O’Hare, 1919.
- The Sorrows of Cupid. St. Louis, MO: National Rip-Saw, 1912.